# Luisa Adelaide di Borbone-Orléans
Maria Luisa Adelaide di Orléans (Versailles, 13 agosto 1698 – Parigi, 10 febbraio 1743) fu la terza figlia di Filippo II di Borbone-Orléans, all'epoca duca di Chartres ed erede dei titoli della Casa d'Orléans, e di Francesca Maria di Borbone-Francia, a sua volta figlia naturale (e poi legittimata) di re Luigi XIV di Francia e della sua amante, Madame de Montespan. Luisa Adelaide fu badessa dell'abbazia di Chelles.

## Biografia
Luisa Adelaide nacque nella Reggia di Versailles il 13 agosto 1698; conosciuta a corte come Mademoiselle de Chartres sin dalla nascita, assunse il titolo di Mademoiselle d'Orléans nel 1710, dopo che la sorella maggiore Maria Luisa Elisabetta sposò Carlo, duca di Berry.
Furono suoi fratelli e sorelle:
- Mademoiselle de Valois (17 dicembre 1693 – 17 ottobre 1694)
- Maria Luisa Elisabetta, duchessa di Berry (20 agosto 1695 – 21 luglio 1719)
- Carlotta Aglae, duchessa di Modena e Reggio (20 ottobre 1700 – 19 gennaio 1761).
- Luigi, duca di Chartres (in seguito Duca d'Orléans) (4 agosto 1703 – 4 febbraio 1752).
- Luisa Elisabetta, regina di Spagna (11 dicembre 1709 – 16 giugno 1742)
- Filippa Elisabetta, mademoiselle de Beaujolais (18 dicembre 1714 – 21 maggio 1734)
- Luisa Diana, principessa di Conti (27 giugno 1716 – 26 settembre 1736).

### Carattere
Molto affezionata alle sorelle Maria Luisa Elisabetta e Carlotta Aglae, Luisa Adelaide era considerata la più bella tra le sorelle Orléans; la nonna paterna, Elisabetta Carlotta del Palatinato, la descrisse con le seguenti parole:
Sempre secondo la nonna, Luisa Adelaide era molto appassionata di musica e dimostrava un grande interesse tanto per la teologia quanto per le scienze; in particolare la intrigava la scienza chirurgica, che all'epoca stava conoscendo un periodo di cambiamenti e sviluppi.
Quando entrò in convento Louis Racine compose un verso dedicato a lei:
Inizialmente la giovane Luisa Adelaide era stata considerata come una possibile sposa per il cugino Luigi Augusto di Borbone, principe di Dombes; egli era il figlio dello zio materno Duca del Maine e della moglie, Anna Luisa Benedetta di Borbone-Condé. In quanto figlio maggiore era l'erede dell'immensa fortuna paterna. Ciononostante, Luisa Adelaide, molto pia per sua natura, rifiutò di concedere la sua mano e così il giovane Principe si rivolse alla sorella minore di Luisa Adelaide, Carlotta Aglae, ma anche questa lo rifiutò. Sia il Principe di Dombes che Luisa Adelaide, infine, morirono senza sposarsi.

## Badessa di Chelles

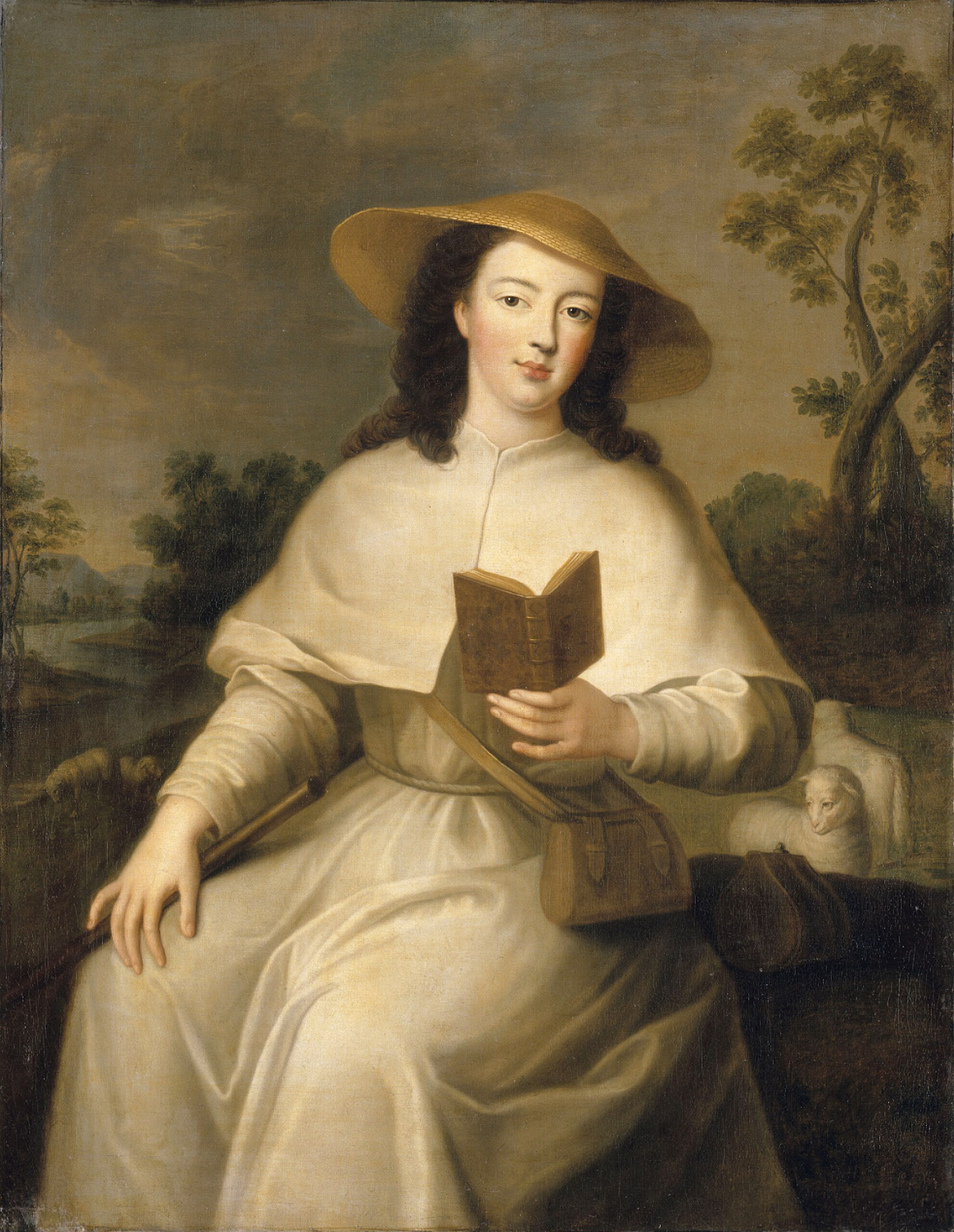
Luisa Adelaide d'Orléans in un ritratto di Jean-Baptiste Santerre (Castello di Versailles).

Influenzata dalla vita scandalosa condotta dalla sorella maggiore, la Duchessa Madre di Berry, Luisa Adelaide decise di farsi suora. I genitori, così come pure la nonna paterna, si opposero alla sua risoluzione, ma essa prese il velo ugualmente. Come suora essa cambiò il proprio nome in Sœur Sainte-Bathilde (Suor Santa Batilde) nel 1717 e lo mantenne fino all'anno seguente.
Nel 1719 divenne badessa dell'abbazia di Chelles, carica che mantenne fino alla morte; fu inoltre badessa di Val-de-Grâce, la cui chiesa fu costruita sotto gli auspici della sua bisnonna materna, Anna d'Asburgo, moglie di re Luigi XIII. Mentre si trovava a Chelles, dal 1719 al 1734, essa venne conosciuta come Madame d'Orléans. Morì di vaiolo, all'età di quarantaquattro anni, presso il convento della Maddalena di Traisnel, a Parigi.

## Titoli nobiliari
- 13 agosto 1698 – 6 luglio 1710: "Sua Altezza Serenissima" Mademoiselle de Chartres
- 6 luglio 1710 – 1719: "Sua Altezza Serenissima" Mademoiselle d'Orléans
  - Assunse questo titolo in seguito al matrimonio della sorella maggiore con il Duca di Berry; divenne quindi la maggiore delle figlie nubili del Duca d'Orléans
- 1719 – 10 febbraio 1743: "Sua Altezza Serenissima" Madame d'Orléans
  - Benché non fosse sposata, avendo preso i voti poté utilizzare il titolo più formale di Madame piuttosto che di Mademoiselle (dama/signora piuttosto che damigella/signorina)

## Ascendenza
|                                    |                       |                                      | Genitori                              |  |  | Nonni |  |  | Bisnonni              |  |  | Trisnonni            |  |
|                                    |                       |                                      |                                       |  |  |       |  |  | Luigi XIII di Francia |  |  | Enrico IV di Francia |  |
|                                    |                       |                                      |                                       |  |  |       |  |  | Luigi XIII di Francia |  |  | Enrico IV di Francia |  |
|                                    |                       | Maria de' Medici                     |                                       |  |  |       |  |  | Luigi XIII di Francia |  |  |                      |  |
| Filippo I di Borbone-Orléans       |                       |                                      |                                       |  |  |       |  |  | Luigi XIII di Francia |  |  |                      |  |
|                                    |                       | Anna d'Asburgo                       | Filippo III di Spagna                 |  |  |       |  |  |                       |  |  |                      |  |
|                                    |                       | Anna d'Asburgo                       | Filippo III di Spagna                 |  |  |       |  |  |                       |  |  |                      |  |
|                                    |                       | Anna d'Asburgo                       | Margherita d'Austria-Stiria           |  |  |       |  |  |                       |  |  |                      |  |
| Filippo II di Borbone-Orléans      |                       | Anna d'Asburgo                       |                                       |  |  |       |  |  |                       |  |  |                      |  |
|                                    |                       | Carlo I Luigi del Palatinato         | Federico V Elettore Palatino          |  |  |       |  |  |                       |  |  |                      |  |
|                                    |                       | Carlo I Luigi del Palatinato         | Federico V Elettore Palatino          |  |  |       |  |  |                       |  |  |                      |  |
|                                    |                       | Carlo I Luigi del Palatinato         | Elisabetta Stuart                     |  |  |       |  |  |                       |  |  |                      |  |
| Elisabetta Carlotta del Palatinato |                       | Carlo I Luigi del Palatinato         |                                       |  |  |       |  |  |                       |  |  |                      |  |
|                                    |                       | Carlotta d'Assia-Kassel              | Guglielmo V d'Assia-Kassel            |  |  |       |  |  |                       |  |  |                      |  |
|                                    |                       | Carlotta d'Assia-Kassel              | Guglielmo V d'Assia-Kassel            |  |  |       |  |  |                       |  |  |                      |  |
|                                    |                       | Carlotta d'Assia-Kassel              | Amalia Elisabetta di Hanau-Münzenberg |  |  |       |  |  |                       |  |  |                      |  |
| Luisa Adelaide di Borbone-Orléans  |                       | Carlotta d'Assia-Kassel              |                                       |  |  |       |  |  |                       |  |  |                      |  |
|                                    | Luigi XIII di Francia | Enrico IV di Francia                 |                                       |  |  |       |  |  |                       |  |  |                      |  |
|                                    | Luigi XIII di Francia | Enrico IV di Francia                 |                                       |  |  |       |  |  |                       |  |  |                      |  |
|                                    | Luigi XIII di Francia | Maria de' Medici                     |                                       |  |  |       |  |  |                       |  |  |                      |  |
| Luigi XIV di Francia               | Luigi XIII di Francia |                                      |                                       |  |  |       |  |  |                       |  |  |                      |  |
|                                    |                       | Anna d'Asburgo                       | Filippo III di Spagna                 |  |  |       |  |  |                       |  |  |                      |  |
|                                    |                       | Anna d'Asburgo                       | Filippo III di Spagna                 |  |  |       |  |  |                       |  |  |                      |  |
|                                    |                       | Anna d'Asburgo                       | Margherita d'Austria-Stiria           |  |  |       |  |  |                       |  |  |                      |  |
| Francesca Maria di Borbone-Francia |                       | Anna d'Asburgo                       |                                       |  |  |       |  |  |                       |  |  |                      |  |
|                                    |                       | Gabriel de Rochechouart de Mortemart | Gaspard de Rochechouart               |  |  |       |  |  |                       |  |  |                      |  |
|                                    |                       | Gabriel de Rochechouart de Mortemart | Gaspard de Rochechouart               |  |  |       |  |  |                       |  |  |                      |  |
|                                    |                       | Gabriel de Rochechouart de Mortemart | Louise de Maure                       |  |  |       |  |  |                       |  |  |                      |  |
| Françoise-Athénaïs di Montespan    |                       | Gabriel de Rochechouart de Mortemart |                                       |  |  |       |  |  |                       |  |  |                      |  |
|                                    |                       | Diane de Grandseigne                 | Jean de Grandseigne                   |  |  |       |  |  |                       |  |  |                      |  |
|                                    |                       | Diane de Grandseigne                 | Jean de Grandseigne                   |  |  |       |  |  |                       |  |  |                      |  |
|                                    |                       | Diane de Grandseigne                 | Catherine de La Béraudière            |  |  |       |  |  |                       |  |  |                      |  |
|                                    |                       | Diane de Grandseigne                 |                                       |  |  |       |  |  |                       |  |  |                      |  |